# Bańkowski (herb szlachecki)
Bańkowski – polski herb szlachecki, nadany w zaborze austriackim.

## Opis herbu
Na tarczy dzielonej w skos lewy w polu lewym, złotym, szarotka alpejska zielona w skos lewy. W polu prawym, błękitnym, góra z płatami śniegu w barwach naturalnych. Klejnot: Pół kozła czarnego wspiętego. Labry błękitne, podbite złotem.

## Najwcześniejsze wzmianki
Nadany generałowi-porucznikowi Wilhelmowi Bańkowskiemu razem z pierwszym stopniem szlachectwa (Edler von) i przydomkiem von Frugoni w Galicji 22 maja 1918 roku.

## Herbowni
Bańkowski.